# Atractus savagei
Atractus savagei — вид змій родини полозових (Colubridae). Ендемік Еквадору. Описаний у 2014 році.

## Поширення і екологія
Atractus savagei мешкають на крайній півночі Еквадорських Анд в провінції Карчі. Вони живуть у вологих гірських і хмарних тропічних лісах, на висоті від 2071 до 2420 м над рівнем моря.